# Margot Ögren
Margot Elisabet Ögren, tidigare Eriksson och Boman, född 8 oktober 1952 i Nederluleå församling, Norrbottens län, är en svensk kristen sångare och låtskrivare.
Under 1970-talet gav Margot Boman, som hon då hette, ut flera skivor och turnerade i Europa. I dag är hon åter ute på sångarturnéer, nu ackompanjerad av Sture Ögren som hon träffade på 1990-talet och snart gifte sig med. Flera tv-framträdanden har gjorts i Vision Norge och Kanal 10.
Margot Ögren är dotter till Alvar Boman (1917–2002) och Selma Boman (1923–2008), av vilka den senare var medlem i Sju Sjungande Systrar som gav ut flera skivor.

## Diskografi i urval
- 1972 – Margot Boman: Liv, liv, liv
- 1974 – Margot Boman m fl: Sjung av hjärtat sjung. Sångstund från Björngårdsvillan, Göteborg
- 1975 – Margot Boman: Sjung din sång
- 1996 – Margot (Eriksson): Inte utan dig
- 2003 – Margot & Sture Ögren, Ulf Edman: Mahalia i våra hjärtan
- 2004 – Margot & Sture Ögren: Sånger som berör
- 2011? – Margot & Sture Ögren: Vi möts igen